# Никелхарпа
Никелхарпата (на шведски: nyckelharpa) е традиционен шведски струнен музикален инструмент, който с някои изменения и разработки се използва в продължение на повече от 600 години.
За най-ранно доказателство за използването на никелхарпа се счита едно изображение от 1350 година върху портата към църквата Келунге на остров Готланд, показващо двама музиканти, които свирят на този инструмент. На шведски, „nyckel“ oзначава ключ или клавиш. С думата „harpa“ обикновено се наричат струнни инструменти като китара или цигулка. Понякога никелхарпата се нарича „шведска клавишна цигулка“. Съвременната хроматична никелхарпа разполага с 16 струни: 3 мелодични, комплект от 12 резонансни струни и около 37 дървени клавиши, разположени така, че да се плъзгат под струните. Всеки ключ има плъзгач, по който тя достига и притиска струната и така променя тона на нейния звук. Изпълнителят използва къс лък с дясната си ръка, докато с лявата натиска клавишите. Никелхарпата има обхват от 3 октави (от най-ниската „сол“, подобно на четвърта струна на цигулката) и звучи като цигулка, но с много по-силен резонанс. Във Финландия никелхарпата известен като „avainviulu“.